# 一世一元の詔
一世一元の詔（いっせいいちげんのみことのり）は、グレゴリオ暦 1868年10月23日（慶応4年9月8日）、慶応4年を改めて「明治元年」とするとともに、天皇一代に元号一つという「一世一元の制」を定めた詔。明治改元の詔ともいう。
国立国会図書館が運営する日本法令索引（明治前期編）では、1979年（昭和54年）の「元号法」制定によって一世一元の詔は効力が消滅したとされているが、法務省大臣官房司法法制調査部編集『現行日本法規』では、1889年（明治22年）の旧・皇室典範の制定により失効したとされている。

## 原文
詔體太乙而登位膺景命以改元洵聖󠄁代之典型而萬世之標準也朕󠄂雖否德幸賴祖󠄁宗之靈祇承鴻緖躬親萬機之政乃改元欲與海󠄀內億兆更󠄁始一新其改慶應四年爲明治元年自今以後革易舊制一世一元以爲永式主者󠄁施行明治元年九月八日